# Cressanges

Cressanges este o comună în departamentul Allier din centrul Franței. În 1 ianuarie 2022 avea o populație de 637 de locuitori.